# نوقصيات
النَوْقَصيَّات أو سحالي عمياء أو ثعابين عمياء (الاسم العلمي: Dibamidae)، فصيلة سحالي من الحرشفيات تتكون من جنسان. أعطانها الأصلية في المكسيك وجنوب شرق آسياوإندونيسيا وجزر الفلبين وغرب غينيا الجديدة.